# Basket-ball aux Jeux olympiques de 1904
Résultats des épreuves de basket-ball aux Jeux olympiques d'été de 1904 à Saint-Louis aux États-Unis.
Le basket-ball ne fait pas, lors de ces Jeux, parti des épreuves officielles, il n'est présent qu'en guise de démonstration. Il faudra attendre 1936 pour voir la première compétition officielle.
Lors de ces Jeux, 4 compétitions de basket-ball sont organisées, en plus de la compétition "amateur", on dénombre une compétition "college" (lycéens, universitaire), une "High school" (lycéens) et une "Elementary school" (cours élémentaire).

## Résultats
- Buffalo German YMCA bat. Missouri AC, 97-8
- Chicago Central YMCA bat. Sawyer AB, 56-6
- Buffalo German YMCA bat. Turner Tigers, 77-6
- Chicago Central YMCA bat. Turner Tigers, 2-2 (forfait des Turner Tigers)
- Buffalo German YMCA bat. Xavier AA, 36-28
- Buffalo German YMCA bat. Chicago Central YMCA, 39-28
- Chicago Central YMCA bat. Missouri AC, 2-0

## Podium final

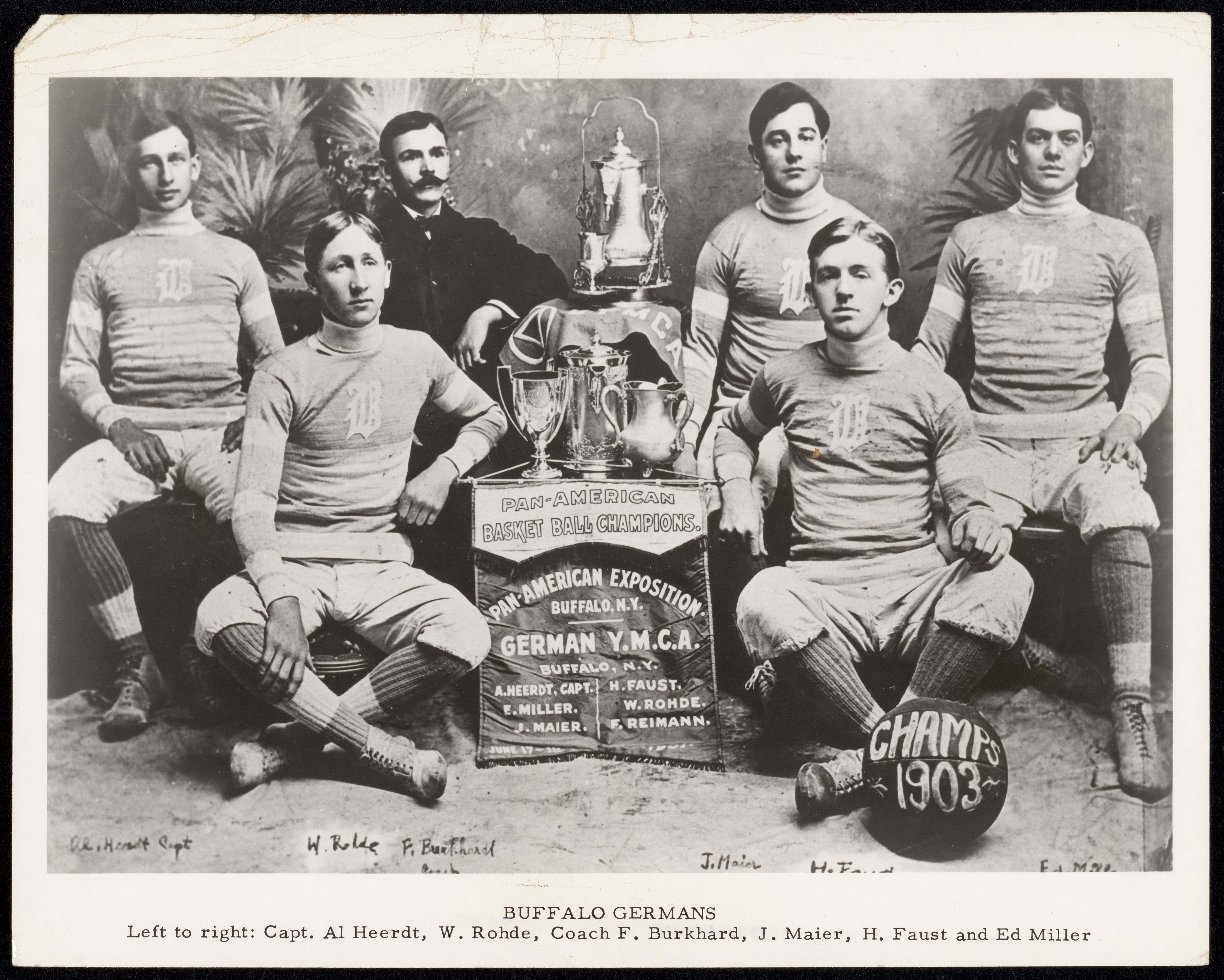
Les Germans de Buffalo en 1903

| Médaille | Pays       | Équipe |
| -------- | ---------- | --- |
| Or       | États-Unis | Buffalo Germans YMCA avec A.W. Manweiler, A. A. Heerdt, G. L. Redlein, William Rhode, Ed Miller, Charles Monahan                                   |
| Argent   | États-Unis | Chicago Central YMCA avec J. A. Jardine, Axel Berggien, John Schominer, M. B. Indarius, Carl Watson, W. K. Armstrong, W.-A. Williams, Seth Collins |
| Bronze   | États-Unis | Xavier A. C., New York avec James Donovan, C. B. Cleveland, James Kenny, J. S. Smith, J. Leitz, Frank Craven, E. J. Koche, W. Herschel             |

## Autres compétitions

### College
- Hiram College bat. Wheaton College, 23-20
- Wheaton College bat. Latter Day Saints University, 40-35
- Hiram College bat. Latter Day Saints University, 25-18

Classement
1. Hiram College, 2-0
2. Wheaton College, 1-1
3. Latter Day Saints University, 0-2

### High school
1. New York, 3-0
2. Chicago, 2-1
3. Saint Louis, 1-2
4. San Francisco, 0-3

### Elementary school
1. New York, 2-0
2. Chicago, 1-1
3. San Francisco, 0-2